# Banco Central de Egipto
El Banco Central de Egipto (CBE por sus siglas en inglés) es la autoridad monetaria de Egipto. El capital desembolsado del banco es de 1000 millones de libras egipcias. 

## Funciones
Según su sitio web, el CBE:
- Regula los bancos y el sistema bancario de Egipto
- Formula e implementa la política bancaria, la política monetaria y la política de crédito de Egipto, incluyendo los tipos de interés interbancarios;
- Emite billetes;
- Gestiona el oro y las reservas de divisas de la República Árabe de Egipto
- Regula y administra la presencia de Egipto en el mercado de divisas;
- Supervisa el sistema de pagos nacional;
- Gestiona la deuda externa pública y privada de Egipto.

## Lista de Gobernadores
- Hassan Abdalla: 2022 - presente
- Tarek Amer: 27 de noviembre de 2015 - 2022[2]
- Hisham Ramez: marzo de 2013 a noviembre de 2015
- Farouk El Okdah: diciembre de 2003 a febrero de 2013